# Gibosia needhami
Gibosia needhami är en bäcksländeart som beskrevs av František Klapálek 1916. Gibosia needhami ingår i släktet Gibosia och familjen jättebäcksländor. Inga underarter finns listade i Catalogue of Life.